# Adolph Tidemand

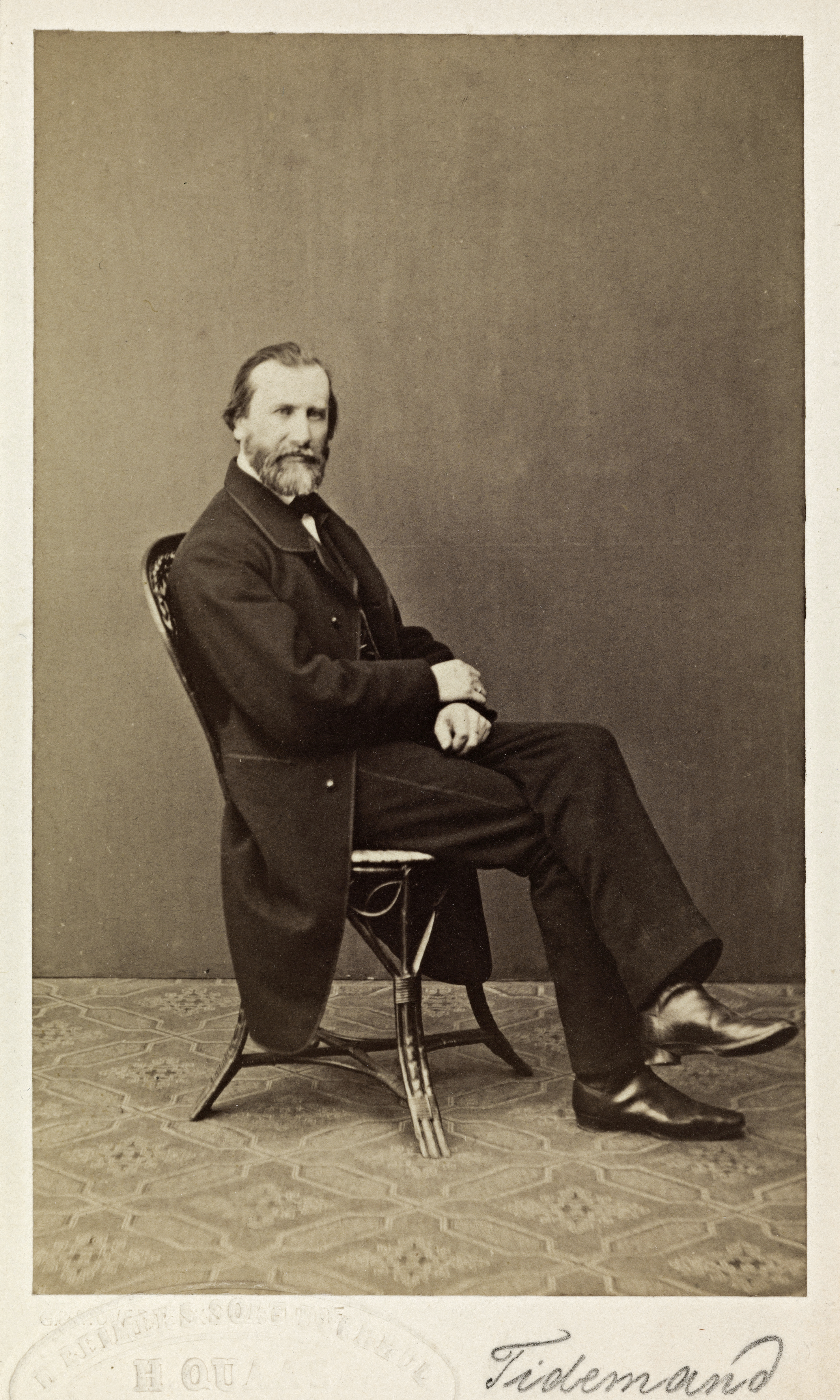
Foto Arnold Overbeck, Gebr. G. & A. Overbeck in Düsseldorf

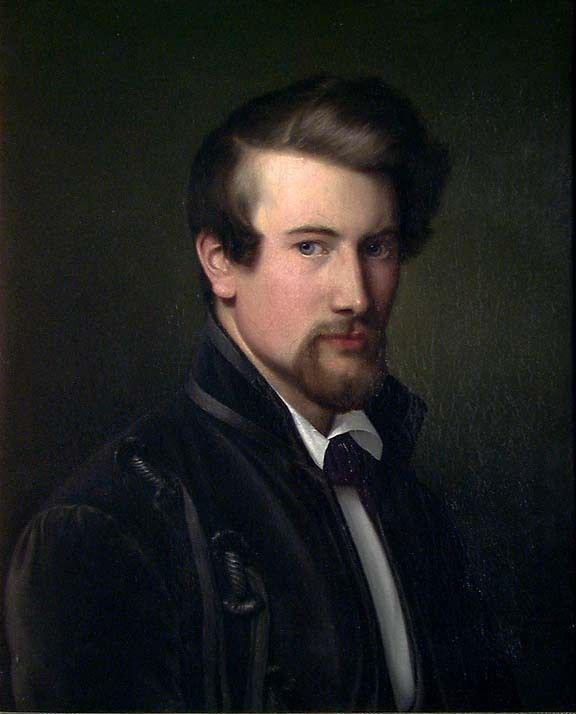
Selbstporträt, 1838

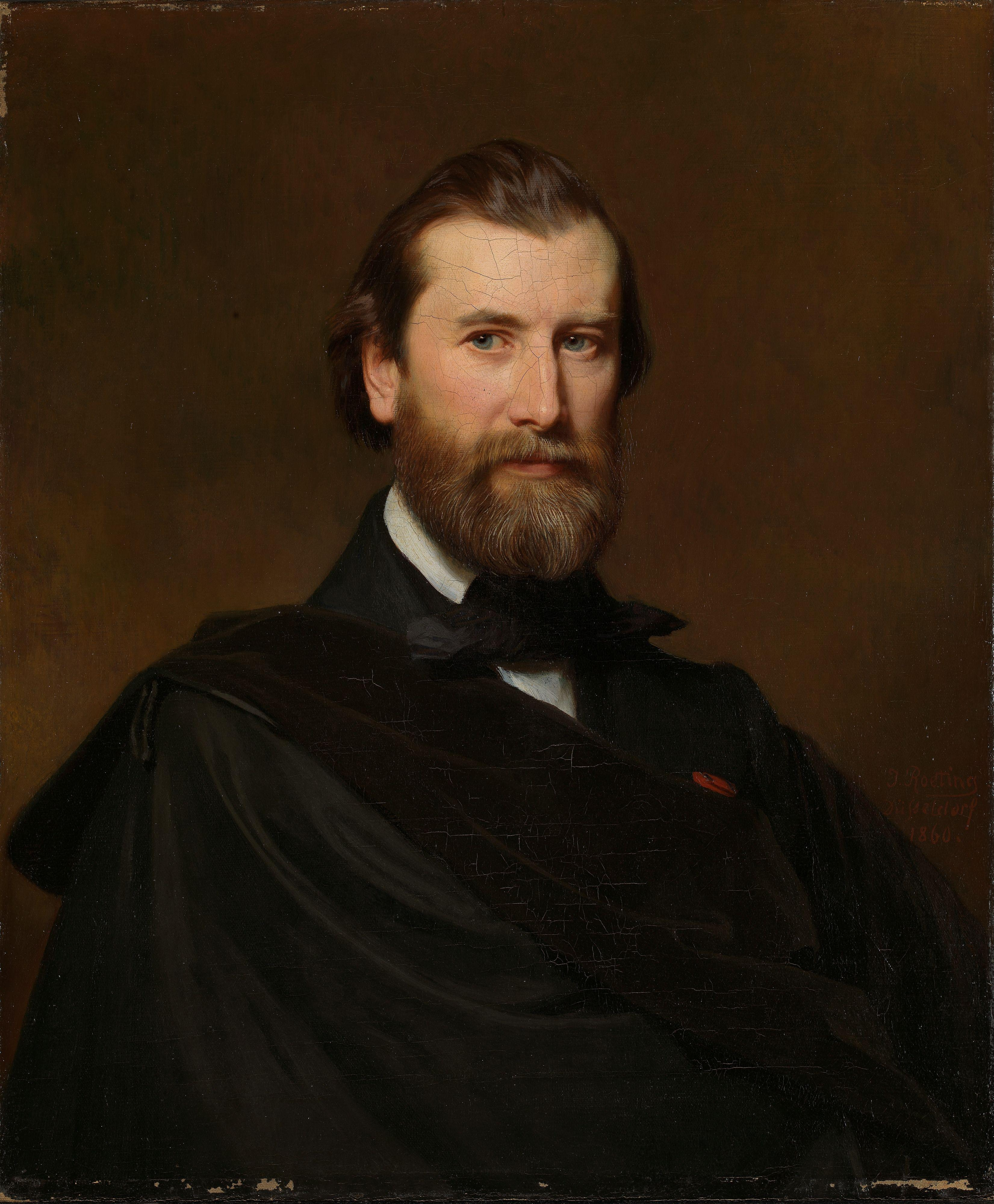
Adolf Tidemand, 1860 gemalt von Julius Roeting, Nationalmuseum Oslo

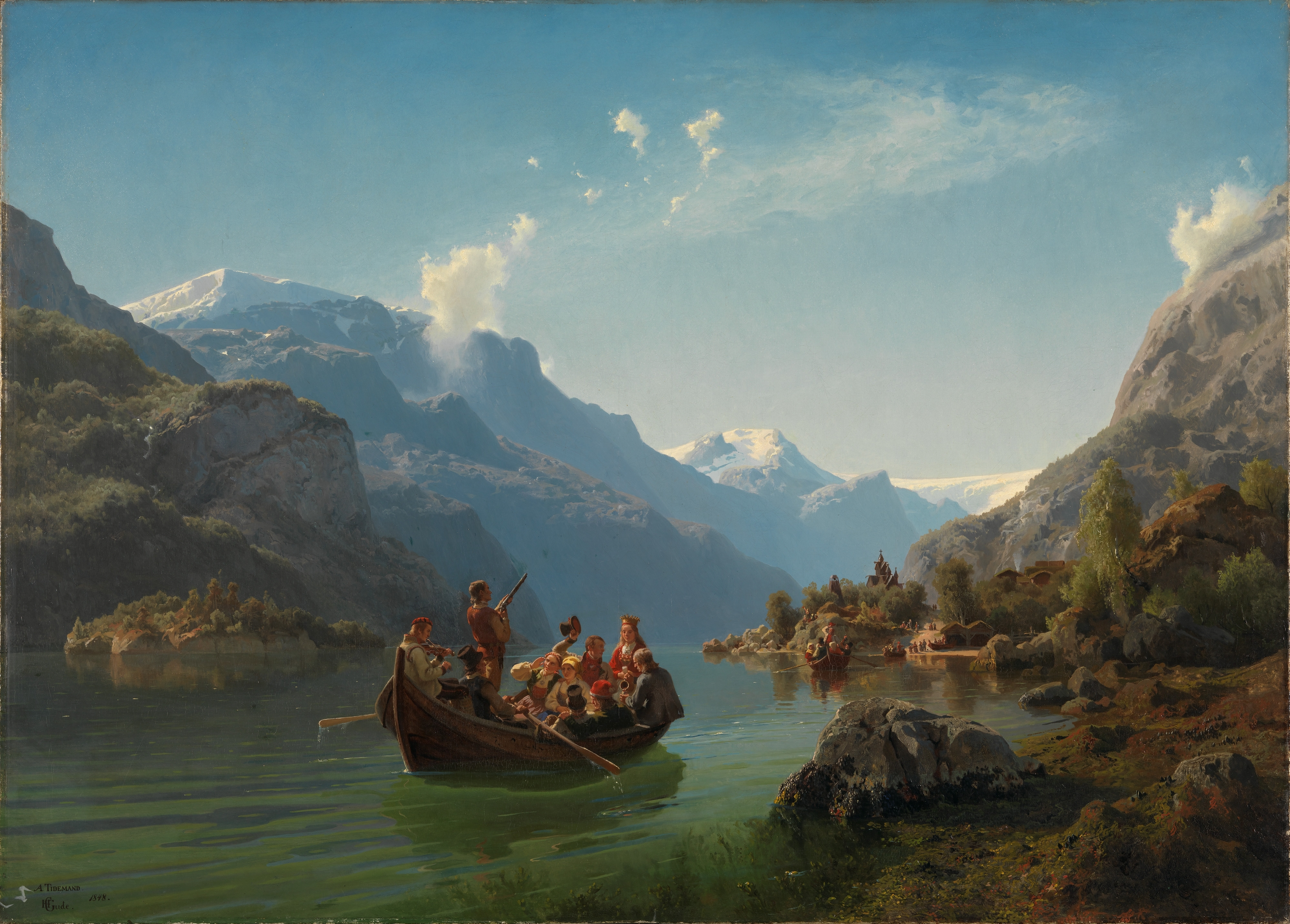
Brudeferd i Hardanger (Brautfahrt auf dem Hardangerfjord), 1848

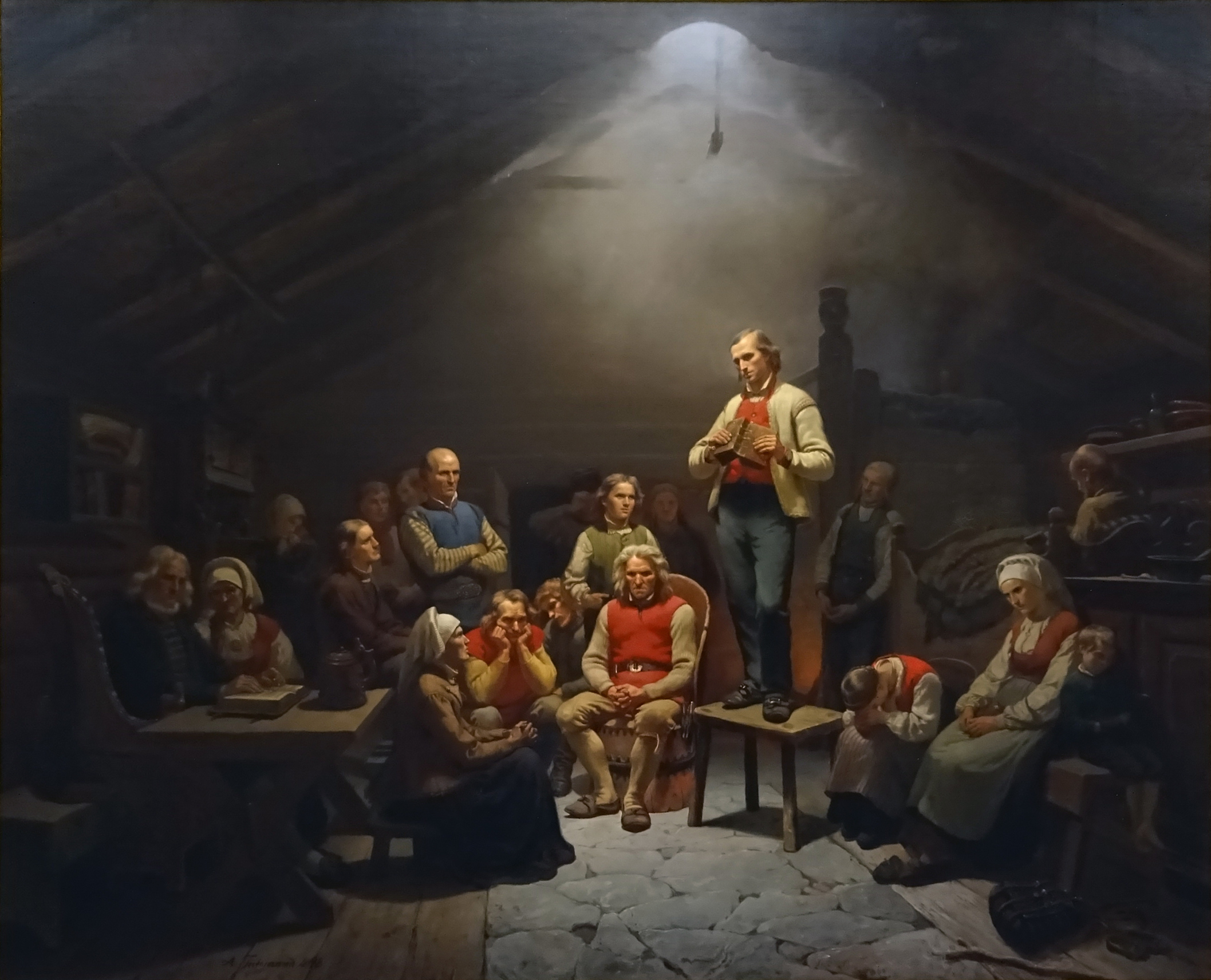
Haugianerne (Die Andacht der Haugianer), erste Fassung, 1848

Adolph Tidemand (* 14. August 1814 in Mandal; † 25. August 1876 in Christiania) war ein norwegischer Maler der Düsseldorfer Schule und der führende Genremaler der norwegischen Nationalromantik.

## Leben
Adolph Tidemand wuchs in Mandal, der südlichsten Stadt Norwegens auf, wo sein Vater Zollinspektor war. Er erhielt zunächst privaten Zeichenunterricht. Aufgrund von Familienbanden kam er auf die Zeichenschule in Christiania und studierte von 1832 bis 1837 in Kopenhagen. 1833 wurde er Schüler der Königlich Dänischen Kunstakademie, wo er bereits 1835 erstmals ausstellte.
Von 1837 bis 1841 setzte er seine Studien an der Kunstakademie in Düsseldorf fort. Dort malte er einen Bauernhof und 1838 das Bild Von der Küste heimkehrende Fischer, welches auf Initiative von Thomas Fearnley und anderen vom Kunstverein Christiania angekauft wurde. Sein Bild Gustav Vasa taler til dalalmuen i Mora kirke (1841) wurde an einen deutschen Kunstverein verkauft und rief solche Begeisterung hervor, dass es bald darauf in Christiania ausgestellt wurde.
1841 ging er mit seinem Bruder Emil auf eine Studienreise nach Italien, wo unter anderem das Gemälde Neapolitanische Fischer (1842) entstand. In den Jahren von 1842 bis 1845 reiste er viel in Norwegen herum, nach Østerdalen, Gudbrandsdalen, Sogn, Hardanger und Telemark. Auf diesen Reisen entstanden die Bilder Eventyrfortellersken (1844), Søndagskveld i en hardangersk røkstue (1843) und Gudstjeneste i en norsk landsens kirke (1845).
1845 heiratete Tidemand Claudine Marie Bergitte Jæger (1817–1887). Das Paar ließ sich in Düsseldorf nieder.
1848 bestellte das Theater von Christiania bei Tidemand und dem elf Jahre jüngeren Hans Fredrik Gude ein Gemälde, Brudeferd i Hardanger (Brautfahrt auf dem Hardangerfjord). Dazu wurde 1849 ein entsprechender Text von Andreas Munch mit Musik von Halfdan Kjerulf aufgeführt.
In den 1850er Jahren hatte Tidemand viele Aufträge und unternahm kurze Studienreisen von Düsseldorf ausgehend. Für das königliche Schloss Oscarshall malte er 1852 die Serie Bauernleben. 1855 und 1867 stellte er auf Weltausstellungen in Paris aus. 1869 wurde er Honorarprofessor an der Düsseldorfer Akademie. Dort studierte auch sein Neffe, der Maler Adolph Claudius Tidemand.

## Werk

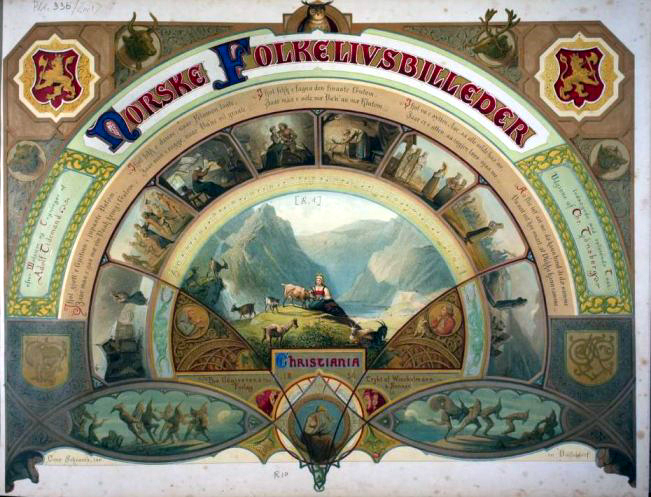
Titelblatt für Folkelivsbilleder

Tidemand war von der Nationalromantik und besonders vom Realismus beeinflusst. Gemälde wie Frithjofs Abschied (1836) sind stark romantisch geprägt. Seine Bedeutung besteht aber im sozialkritischen Ansatz vieler seiner Bilder. Die Töpferwerkstatt (vor 1835), Haugianerandacht (1848, 1852), Trauerfeier (1854), Die Heimkehr der Parlamentarier (1857) zeugen von seinem Anliegen. Sein nationalromantischer Impetus ging aber nicht verloren, wie seine Vorlagen für das bei Christian Tønsberg im Folioformat verlegte dreibändige Tafelwerk Folkelivsbilleder zeigt. Für Norwegen lag seine Bedeutung vor allem in seinem nationalromantischen Schaffen.
Von Tidemand stammen auch zahlreiche Porträts.
Obwohl er auch Landschaften malte, tat er sich für Großprojekte, in denen Landschaften und Figuren vorkamen, mit Kollegen zusammen, die auf Landschaftsmalerei spezialisiert waren. So ist das bekannteste norwegische Gemälde jener Zeit, die Brautfahrt im Hardanger (1848), ein Gemeinschaftswerk von Hans Fredrik Gude und Tidemand, ebenso das Folgebild Leichenfahrt im Hardanger (1853). Noch 1876 malte er mit Morten Müller zusammen Die Landung Sinclairs in Romsdal.

## Werkauswahl
- 1841: Gustav Vasa taler til dalkarlene i Mora kirke
- 1844: Eventyrfortellersken
- 1845: Søndagskveld i en røykstue i Hardanger
- 1846: Norsk juleskikk
- 1848: Brudeferden i Hardanger (zusammen mit Hans Fredrik Gude)
- 1848: Signe Halvorsdatter Valle i Sætersdalen
- 1848: Haugianerne (1852 wiederholt)
- 1849: De ensomme gamle (auch genannt Husandakt)
- 1849: Ingeborg Andersdatter Gulsvik, Flå, som brud
- 1851: Aften på Krøderen (zusammen mit Hans Fredrik Gude)
- 1852: Serie Bondeliv in Oscarshall
- Norwegisches Bauernleben. Ein Cyclus in 10 Bildern. Mit allegorischem Titel in Farbendruck, entworfen v. C. Scheuren. Nach den Original-Cartons, zu den für die Königliche Villa Oskarshall, bei Christiania, ausgeführten Gemälden, lithographiert v. J. B. Sonderland, Verlag von Eduard Schulte, Düsseldorf 1852, 2. Auflage. Digitalisierte Ausgabe der Universitäts- und Landesbibliothek Düsseldorf
- 1853: Likferd på Sognefjorden (zusammen mit Hans Fredrik Gude)
- 1854: Den foreldreløse
- 1859: Fiskere i havsnød (zusammen mit Hans Fredrik Gude)
- 1865: Bestefaderens erindringer
- 1865: Bestemors brudekrone
- 1865: Fanatikerne
- 1874: Syneve
- 1874: Nød

Die Nationalgalerie Oslo besitzt rund 100 Gemälde von Tidemand.